# Metahomaloptera omeiensis
Metahomaloptera omeiensis és una espècie de peix de la família dels balitòrids i de l'ordre dels cipriniformes.

## Hàbitat
És un peix d'aigua dolça i de clima temperat.

## Distribució geogràfica
Es troba a Àsia: riu Iang-Tsé i conca del riu Jinsha-jiang a Sichuan (la Xina).